# إنغيونغ ملكة جوسون
الملكة إنجيونغ (بالإنجليزية: Queen Ingyeong ، بالكورية: 인경왕후، بالصينية: 仁 敬王 后 金氏)، كانت أول قرينة للملك سوكجونغ من مملكة جوسون .

## السيرة الشخصية
كانت ابنة كيم مان جي (Kim Man-gi)  ،وابنة السيدة هان (Lady Han).
تزوجت في سن العاشرة من سوكجونغ (كان في ذلك الوقت ولي العهد) ، مما جعلها في ذلك الوقت الأميرة القرينة لولي العهد (왕세자빈 ، وانجسيجابين،wangsejabin). في عام 1674 ، بناءً على تتويج زوجها كملك ، أصبحت الملكة القرينة لملك جوسون. في أكتوبر 1680  كان عمرها 19 عامًا، ظهرت عليها علامات مرض الجدري وتوفيت بعد 8 أيام في قصر تشانغدوك. تم دفنها في إنجنيونج في مقاطعة جيونج جي . كان لديها ابنتان، والتان ماتا بعد الولادة.

## المقابر
القبر هو إكنينج (Ikneung) وهو أحد المقابر الغربية. وهي تقع في يونغدو دونغ ، غويانغ - سي ، غيونغي - دو. تم تعيينه كالموقع تاريخي رقم 198 في 26 مايو 1970. في سنوية سوكجونغ (Sukjong's annual year) تم تبسيط قبر المقابر الملكية وعمل الحجر بشكل بسيط. ومع ذلك و نظرًا لأنه كان ضريحًا تم إنشاؤه مسبقًا، فإنه يتبع نظام "Kojo Five Years" ويظهر الأسلوب بعد حرب إمجين (Imjin)

## العائلة
- الأب: كيم مان غي
- الأم: السيدة هان من عشيرة تشيونغجو هان (청주 한씨) 
  - الجد: هان يو ريانغ (1603 - 1656) (한유 량)
- الزوج: الملك سكجونغ ملك جوسون (7 أكتوبر 1661 - 12 يوليو 1720) (조선 숙종) 
  - ابنة بدون اسم (27 أبريل 1677 - 13 مارس 1678)
  - ابنة بدون اسم (23 أكتوبر 1679 - 1679)

## الاسم الكامل بعد وفاتها
- الملكة إنجيونج ، جوانجريول هيوجانج مييونج هيون سونك هييسونج سونوي
- Queen Ingyeong, Gwangryeol Hyojang Myeonghyeon Seonmok Hyeseong Sunui
- 광렬 효장 명 현선 목 혜성 순 의 인경 왕후
- 光烈孝莊明顯宣穆惠聖純懿仁敬王后

## في الثقافة الشعبية
- تم تجسيدها من قبل جو جيونج ريو (Ju Jeung-ryu) في فيلم 1961 جانج هي بين  (Jang Hui-bin) .
- تم تجسيدها من قبل بارك سون تشون (Park Soon Chun) في المسلسل التلفزيوني لعام 1988 على قناة MBC ، 500 عام من جوسون: الملكة أون هيون (500 Years of Joseon:Queen On Hyeon).
- تم تجسيدها بواسطة سا مي جا (Sa Mi Ja) و جانج هي سوك (Jang Hye Sook)  في المسلسل التلفزيوني  جانج هي بين SBS 1995 Jang Hee Bin.
- تم تجسيدها بواسطة كيم ها إيون (Kim Ha-eun) في المسلسل التلفزيوني لعام 2013 (جانج أوك جنج)SBS Jang Ok-jung، Living by Love .

## قراءة متقدمة
1. Ikneung
2. Kim Gye Hwi is Kim Eun Hwi 's brother, and Kim Eun Hwi is Song Joon - gil 's grandfather. Song Jun-gil the oesonnyeo of the ANN queen post Sukjong with a gyebi of Queen Inhyeon to, ttajimyeon the chonsu Queen Inhyeon is the queen of Ann 11 Village MRS mud.
3. gimchangguk to the sister of King Gojong, gimchangguk the Queen Inhyeon that Sukjong ginseng as a consort of dignitaries Kim is his father.
4. `` Seungwon Won Diary  Sukjong April 27, 2013 (2 years) Original 259 books / 13 Herbs (12/19)
5. `` seungjeongwon diary  King Sukjong 4 years Yoon, Mar. 13 (Archive) Original 264 books / 14 Herbal Medicines (18/34)
6. `` seungjeongwon diary  King Sukjong October 23, 5 years original 273 books / 14 herbal remedies (6/18)

## روابط خارجية
1. https://thetalkingcupboard.com/joseon/royal-ladies-of-joseon-dynasty/

- 《朝鮮王朝實錄》
- 《承政院日記》